# Facundo Ramírez
Facundo Ramírez (Buenos Aires, 20 de enero de 1965) es un músico, pianista, compositor, actor y director de teatro argentino. En su carrera musical ha editados seis discos. Dirigió tres obras de teatro, y como actor participó en nueve obras y una película de cine.

## Biografía

### Su Infancia
Facundo Ramírez nació en Buenos Aires, Argentina, el 20 de enero de 1965. Padre y madre oriundos de Santa Fe, el pianista y compositor Ariel Ramírez y la bailarina y docente Martha Rosalía Clucellas. Comenzó sus estudios musicales a la edad de 3 años tomando sus primeras clases con su hermana Laura Ramírez (profesora de piano y compositora) y Lyl Tiempo (madre de la pianista Karin Lechner y de Sergio Tiempo).
Cuando cumplió 7 años sus padres lo llevaron a estudiar con Ana Tosi De Gelber, discípula de Vicente Scaramuzza y madre de Bruno Gelber, con quien estudió durante 7 años para después completar sus estudios pianísticos en Argentina con Antonio de Raco.
Desde sus 11 años tomó clases de armonía, composición y orquestación con Guillermo Graetzer hasta el año 1993, año en que fallece el maestro Graetzer.

### Su adolescencia
Entre 1986 y 1989, vivió en Europa donde hizo sus estudios musicales. Estudió composición en Viena (Universität für Musik und darstellende Kunst) . En París, en el Conservatorio de Saint Maur, se formó con el pianista Maurice Blanchot y la pianista Catherine Collard.

### Carrera profesional en la música
Entre sus 14 y 21 años Facundo Ramírez dio sus primeros conciertos interpretando obras de Scarlatti, Bach, Beethoven, Robert Schumann, Chopin, Alban Berg y Schoenberg. A la vez estrenó sus primeras obras de música de cámara como compositor (“Tema con variaciones para Clarinete y Piano” y “Divertimento para Flauta, Clarinete y Fagot”)
Empezó a componer la música de varias obras de teatro trabajando junto al maestro de teatro Miguel Guerberof .
Luego de su estadía en Europa, y a su regreso a a Buenos Aires, decidió abandonar el piano clásico y dedicarse exclusivamente a componer y actuar. Pero fue gracias a Mercedes Sosa, que el joven pianista volcó sus conocimientos de músico clásico al servicio de la música popular. Fue así que en el año 1990 creó su primer espectáculo, “Ramírez x Ramírez” en donde interpretaba una parte del repertorio para piano menos conocido de la obra de su padre.
En 1991, con la formación de un trío, Facundo Ramírez participó por primera vez en el Festival de Cosquín.
Su debut discográfico se concretó finalmente en 1993 y contó con varios artistas invitados: Mercedes Sosa, Ariel Ramírez, Lolita Torres y Antonio Tarragó Ros, Domingo Cura, la percusión de León Jacobson y la guitarra de Raúl Peña. Desde entonces y hasta la fecha compartió su música con artistas argentinos y extranjeros como Mercedes Sosa, Ariel Ramírez, Susana Rinaldi, Nacha Guevara, Marcela Roggeri, Suna Rocha, La Bruja Salguero, Patricia Sosa, la venezolana Cecilia Todd, la portorriqueña Lucecita Benítez, el portugués Luis Represas y el clarinetista Giora Feidmann, llevando su música a Estados Unidos, Alemania, Inglaterra, Austria, Holanda, Hungría, España, Portugal, México, Puerto Rico, Brasil y Uruguay.
Hasta la fecha se presentó en salas de concierto como el Concertgebow de Ámsterdam, el Royal Festival Hall de Londres, la Philharmonie de Berlín, el Kölner Philharmonie de Colonia, la Philharmonic (Orquestra) Hall de Tel Aviv y el Teatro Colón de Buenos Aires.
En el año 2014 interpretó en el Vaticano ante el Papa Francisco la “Misa Criolla junto a la cantante Patricia Sosa, con motivo de los cincuenta años del estreno de la obra de su padre, Ariel Ramirez.

### Carrera profesional en el teatro y cine
Comenzó sus estudios teatrales con el actor y director Miguel Guerberof, con el que trabajó en varias de sus producciones teatrales componiendo incluso la música para sus espectáculos.
Debutó como actor en la segunda edición de “Teatro Abierto” (Buenos Aires 1981) y fue dirigido por Jorge Lavelli en dos ocasiones Seis personajes en busca de autor y “Rey Lear
Trabajó bajo las órdenes de Roberto Villanueva, Alicia Zanca, Norma Aleandro, Román Ghilotti, Oscar Barney Finn y también con el franco-austríaco Philippe Arlaud en la ópera “María de Buenos Aires”, en el Festival de Bregenz y en el Theater and der Wien.En su carrera interpretó entre otros a autores como W.Shakespeare, S.Beckett, Pier Paolo Pasolini Copi, T.Bernhard, T.Williams,Luigi Pirandello y Guy de Maupassant, además de estrenar y actuar en obras de autores de teatro de su país natal.
En 1996, compró los derechos de la obra de Copi “Las cuatro gemelas”, en la que participó como actor y productor, dirigido por Miguel Guerberof. En la misma obra trabajó junto al actor y director francés del grupo Caviar, Jean François Casanovas, María Ibarreta y Laura Córdoba.
Dirigió tres obras “La paz del hogar”, de Guy de Maupassant, “El asesino del sueño” (Macbeth, de W.Shakespeare) y “Amarillo”, de Carlos Somigliana.
En cine hizo su debut en la película “Después del mar”, junto a la actriz Victoria Carreras, dirigido por el cineasta Adrián Caetano, film para el que también compuso la banda sonora.

## Premios Nominaciones y reconocimientos
- 1998- Nominado Premios ACE como Mejor Actor de reparto por“Seis personajes en busca de un autor” de L.Pirandello.
- 1992- Nominado Premios ACE como Revelación por su CD “Ramírez x Ramírez”
- 2002- Nominado Premios Estrella de Mar como Actor Revelación por la obra “Después del mar”
- 2011- Recibió una condecoración por orden de la ex Presidenta la Dra Cristina Fernández de Kirchner al reinaugurar el ciclo de conciertos de música popular del Salón Blanco de la Casa Rosada.
- 2014- Declarado “Personalidad destacada de la cultura” por la Legislatura Porteña de la ciudad de Buenos Aires.
- 2014- Distinguido con el diploma de “Personalidad destacada de la cultura” otorgado por unanimidad por la Legislatura de la Ciudad de Buenos Aires.
- 2014- Ganador Premios Gardel como Mejor Álbum Conceptual por su CD “A.Ramírez-A.Piazzolla”
- 2014- Nominado como Mejor Álbum Clásico Premios Grammy Latino.
- 2015- Nominado como Mejor Director Premios María Guerrero y Florencio Sánchez por “El asesino del sueño” (Macbeth, de W.Shakespeare)
- 2015- Mención especial Premios Luisa Vehil como actor y directorpor“El asesino del sueño” (Macbeth, de W.Shakespeare)
- 2017- Declarado “Visitante Ilustre” por la Intendencia de Montevideo, Uruguay.
- 2022- Nominado Premios Gardel como Mejor disco en Vivo por Mujeres Argentinas

## Discografía
- “Ramírez x Ramírez” (Epsa Music, 1993)
- “NosotrasNosotros” (Acqua Records, 2008)
- “Folklore”, con Yamila Cafrune (Acqua Records, 2013)
- “A Piazzolla, a Ramírez” (Epsa Music, 2014)
- “Clásicos y populares - En vivo en el CCK”, con Marcela Roggeri (Epsa Music, 2018)
- “Mujeres argentinas 50 años - En vivo en el CCK”, con La Bruja Salguero (Epsa Music, 2020)